# Angel of Babylon
Angel of Babylon je páté studiové album rockové opery Avantasia. Album vyšlo 3. dubna 2010. Jedná se o třetí a poslední část The Wicked Trilogy.

## Seznam skladeb
1. Stargazers
2. Angel Of Babylon
3. Your Love Is Evil
4. Death is Just A Feeling
5. Rat Race
6. Down In The Dark
7. Blowing Out The Flame
8. Symphony Of Life
9. Alone I Remember
10. Promised Land
11. Journey To Arcadia

## Obsazení
- Tobias Sammet – zpěv, baskytara
- Sascha Paeth – kytara
- Michael Rodenberg – klávesy
- Eric Singer – bicí

### Hosté

#### Hudebníci
- Bruce Kulick – kytara
- Oliver Hartmann – kytara
- Henjo Richter – kytara
- Felix Bohnke – bicí
- Alex Holzwarth – bicí
- Jens Johansson – klávesy
- Simon Oberender – varhany

#### Zpěváci
- Jørn Lande
- Russell Allen
- Michael Kiske
- Jon Oliva
- Bob Catley
- Cloudy Yang